# بنیامین دکلرک
بنیامین دکلرک (انگلیسی: Benjamin Declercq؛ زادهٔ ۴ فوریهٔ ۱۹۹۴ ‏(۳۱ سال)) دوچرخه‌سوار اهل بلژیک است.
از باشگاه‌هایی که در آن بازی کرده‌است می‌توان به اسپورت فلاندر-بالوزه اشاره کرد.